# Мистецтво війни
«Мистецтво війни́» (кит. трад. 孫子兵法, спр. 孙子兵法, піньїнь: Sūn Zǐ bīngfǎ, акад. Суньцзи бінфа, буквально «Закони війни учителя Суня») — стародавній китайський трактат, авторство якого приписується генералу й стратегу Сунь Цзи, що жив наприкінці періоду Чуньцю або ж на початку періоду Чжаньго в VI—V ст. до н. е.
Трактат, окрім китайців, використовували у своїх діях полководці Такеда Сінген, Во Нгуен Зіап; він використовується під час військового навчання в армії США, у тому числі у військово-морських силах.

## Лейтмотив
Сунь Цзи вважав війну необхідним злом. Війну бажано вести швидко, щоб уникнути економічних втрат та поступово зростаючого внутрішнього супротиву (опозиції знаті та невдоволення населення), або ж вести її на території супротивника задля використання його, а не власних ресурсів.
Сунь Цзи наголошував на позиціюванні у військовій стратегії. Рішення про вибір певної позиції для армії має базуватись на двох об'єктивних умовах — фізична обстановка та суб'єктивні переконання інших опозиційних протиборних гравців у цій обстановці. Він вважав, що стратегія — це не є планування в сенсі роботи по розробленому списку завдань, але скоріше, що це вимагає швидкої та адекватної реакції на умови, які змінюються. Планування працює у контрольованих обставинах, але у змінних обставинах плани опонентів входять у зіткнення, що створює несподівані ситуації.

## Опис
Трактат складається з 13-и частин, у кожній з яких розглядається один аспект ведення війни. Вважається, що трактат був провідним підручником із військової стратегії та тактики свого часу. Описані в трактаті принципи та ідеї зберігають свою актуальність не тільки для військової справи, а й для інших видів людської діяльності, в яких існує протиборство, й необхідно здійснювати стратегічне планування, зокрема в бізнесі та менеджменті.
«Мистецтво війни» — найдревніший трактат із військової стратегії в історії, найбільш знаменитий та впливовий із «Семи класичних військових творів». Сунь Цзи підкреслював важливість правильного вибору позиції у військовій стратегії. Вибір позиції зумовлений як об'єктивними фізичними умовами на місцевості, так і знанням про суб'єктивні особливості супротивників. Уміле планування передбачає швидке реагування на зміну положення, при цьому внаслідок зіткнення планів супротивників створюються складні й несподівані ситуації.
1772 року «Мистецтво війни» було перекладено французькою мовою єзуїтським місіонером Жаном Жозефом Марі Аміо.

## Концепції
Загальна ідеологія Сунь Цзи суміщає в собі конфуціанські засади підтримки соціального гомеостазису з даоською діалектикою вселенського Дао, космічним циклізмом школи їнь-ян, легістською «політологією» і управлінським прагматизмом моїстів. Цей синтез, який подає війну (бін), з одного боку як «велику державну справу», «підґрунтя життя та смерті, шлях (дао) існування та погибелі», а з іншого боку — як «шлях обману», узагальнено у 5 принципах:
- «шляху» (одностайність народу і верхів),
- «неба» (відповідність часу),
- «землі» (відповідність місцю),
- «полководця» (правильного керівництва, який зокрема характеризується благонадійністю — сінь та гуманністю — жень),
- «закону» (організованості та дисциплінованості).

Дані принципи повинні бути реалізовані шляхом 7 «передумов»:
- наявність у правителя дао,
- наявність у полководця здібностей,
- осягнення особливостей неба і землі,
- здійсненність законів і наказів,
- сили війська,
- навченості командирів та солдатів,
- ясності нагород та покарань.

В подальшому ця діалектика вірності та обману, сили і слабкості, войовничості і миролюбності стала однією з основних методологем традиційної китайської культури, мистецтва стратагем.
Війна у Сунь Цзи розглядається як органічне ціле, починаючи з дипломатії та мобілізації, і закінчуючи шпигунством. Ніколи не можна забувати про ціль війни — зробити так, щоб населення процвітало та було лояльним до правителя.
Ідеальна перемога — підкорення інших держав дипломатичними методами, без вступу у воєнні дії. Тому необхідно вести активну дипломатію, руйнувати союзи противника та ламати його стратегію.
Сунь Цзи постійно підкреслює, що воєнні дії це дороге заняття, яке приносить збиток державі та бідування народу. Тому війна повинна бути швидкою, ефективною і мобільною. Затягувати війну негуманно по відношенню до народу.
В основі концепції Сунь Цзи лежить управління ворогом, яке створює можливості легкої перемоги. Треба заманювати ворога у пастки та уникати зіткнення з підготовленими силами противника. Необхідний нерівномірний розподіл сил, стратегічна концентрація.
Необхідно зібрати інформацію про місцевість та діях противника і при цьому приховувати свої дії. Будь-яка оплата діяльності шпигунів обійдеться дешевше ніж утримання армії. Тому не можна шкодувати грошей на шпигунство й підкуп.
Сунь Цзи неодноразово підкреслює необхідність дисципліни у військах і підтримання духу (ци). Необхідно створювати ситуації, у яких дух війська міцніє, та уникати таких, де армія втрачає волю.

## Зміст
«Мистецтво війни» складається з 13 розділів:
1. Попередні розрахунки. У розділі розглядаються 5 фундаментальних факторів (Шлях, Небо, Земля, Полководець, Закон) та 9 елементів, що зумовлюють результат військових дій. Оцінюючи та обмірковуючи ці чинники командувач війська може розрахувати шанси на перемогу. Нехтування цими чинниками може призвести до невдачі, зумовленої неправильно обраним планом дій. Підкреслюється, що для держави війна є серйозною справою, і її не можна розпочинати, не зваживши усі за й проти. У розумінні автора Шлях — це коли правитель має підтримку народу, що готовий воювати за нього, Небо — сукупність часових та погодних чинників, Земля — сукупність географічних чинників, Полководець — особисті характеристики лідера, Закон — військовий лад, командування і постачання.
2. Проведення війни. У розділі пояснюється економіка війни й наголошується необхідність швидкості досягнення успіху, оскільки довга війна ніколи не вигідна державі. Війна любить перемогу й не любить тривалості.
3. Стратегічний напад. Розглядаються загальні принципи ведення наступу, наголошується, що краще скорити військо супротивника, не борючись, зберігши, а не розтрощивши його. Перш за все треба думати про те, щоб розбити задуми супротивника, залишити його без союзників, і тільки далі за значимістю стоїть задача розбити його війська. Найгірше — це тривала облога або штурм фортець. Перше веде до значного затягування війни, а друге — до великих втрат при негарантованому успіхові. В цьому ж розділі розглядається стратегія при сприятливому й несприятливому співвідношенні сил, підкреслюється значення знання своїх сил та сил супротивника і пояснюється важливість полководця, на якого правитель повинен опиратися, і яким не повинен командувати, не знаючи законів ведення війни.
4. Форма. Найголовніше зробити себе непереможним, а тоді вичекати до нагоди нанести поразку супротивнику. Підкреслюється також ясне розуміння ситуації, її оцінка за суттєвими аспектами, уникаючи дрібниць. Завдяки правильному розрахунку військо перемагає вже переможеного.
5. Міць. У розділі пояснюється природи і витоки сили війська, й наголошується на тому, що міць визначається правильним природним використанням людей, відповідно до їхніх можливостей.
6. Повнота й порожнеча. Розділ пояснює, де шукати слабостей противника, і як створювати їх. Підкреслюється важливість концентрованого удару, досягнення локальної переваги в силах, розпорошення сил супротивника вмілим маневром. Там, де чисельна перевага у противника, потрібно не давати йому можливості вступати в бій. Бажану форму свого війська трактат порівнює з водою, яка не має жодної постійної форми, а змінюється.
7. Боротьба на війні. Розділ присвячений аналізу ведення бойових дій, співвідношенню між прямим боєм та обхідним маневром, умінню перетворити невдачу на перемогу. Підкреслюється небезпека прямого бою. Трактат радить нападати на супротивника тоді, коли він стомлений, а не тоді, коли в нього високий бойовий дух, не ловитися на приманку, не нападати на військо, що йде додому й не атакувати супротивника, що перебуває у безвихідному положенні, а залишити для нього шлях до відступу.
8. Дев'ять змін. Розділ дає рекомендації щодо загальних правил ведення війни в різних місцевостях та обставинах, включно з тим, що бувають накази господаря, які не виконуються. Не можна покладатися на те, що ворог не прийде, треба думати про те, як його зустріти і таким чином зробити напад ворога неможливим. Інша тема розділу — 5 небезпек для полководця: надмірна хоробрість, надмірна боязливість, швидкий гнів, надмірна педантичність і надмірне милосердя.
9. Похід. Розділ присвячений принципам тактики війська в різних конкретних ситуаціях: в горах, поблизу річок, на болоті. Особлива увага приділяється ознакам, за якими можна здогадатися про наміри супротивника, розпізнати засідки тощо. В кінці розділу даються рекомендації щодо підтримання дисципліни у війську, застосуванню покарань, висловлюється думка про те, що закони повинні бути зрозумілими для народу й викликати його довіру.
10. Форми місцевості. У розділі розглядаються форми рельєфу: рівний, похилий, пересічений, долинний, гористий, віддалений і даються тактичні рекомендації щодо ведення в них бойових дій. Підкреслюється необхідність для полководця знати й розуміти ці рекомендації і враховувати їх у своїх рішеннях. Знову трактат рекомендує опиратися в першу чергу на знання війни, своїх сил та сил супротивника, навіть усупереч тому, що наказує господар.
11. Дев'ять місцевостей. У цьому розділі трактат категоризує геополітичну ситуацію під час війни, виділяючи 9 типів, у залежності від того чи війна ведеться на своїй території, чи на території ворога, чи рейд на територію супротивника глибокий, чи мілкий тощо. Полководець повинен уміти воювати в усіх ситуаціях. Зокрема, при глибокому проникненні на територію ворога, трактат радить спалити мости, зробити неможливим відступ чи втечу для своїх людей. Підкреслюється швидкість дій та прихованість планів.
12. Вогневий напад. У цьому розділі даються рекомендації щодо використання пожеж та води для подолання супротивника та щодо організації захисту від аналогічних дій ворога. Іншою темою розділу є порада не дозволяти, щоб на рішення полководця впливали гнів чи запал.
13. Використання шпигунів. Підкреслюється необхідність забезпечення отримання інформації про супротивника, чого можна досягти тільки через людей. Трактат виділяє п'ять видів шпигунів: місцевих (із своїх), внутрішніх (із чиновників супротивника), зворотніх (із шпигунів противника), шпигунів смерті (використовуються для дезінформації), шпигунів життя (тих, що повертаються з розвідки).

## Створення

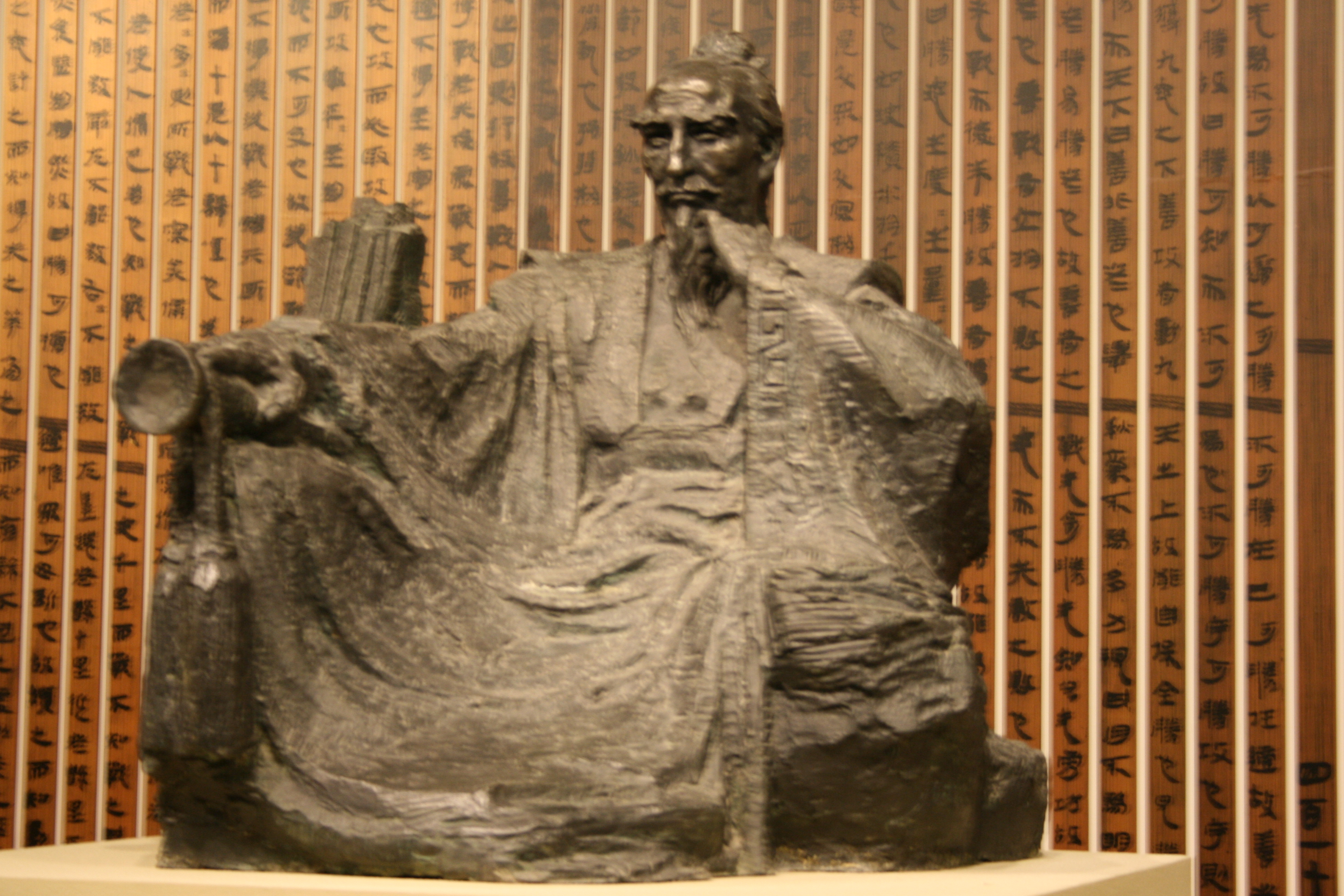
Скульптура Сунь Цзи

Традиційно авторство приписується напівлегендарному воєначальнику і стратегу Сунь Цзи (VI—V ст. до н. е.). Трактат, відповідно довгий час датувався кінцем VI — початком V ст. до н. е. (514—495, можливо, 510). Знайдений 1972 року у похованні початку епохи Хань (206 рік до н. е. — VIII ст н. е.) новий розширений варіант Сунь-цзи дає підстави датувати його створення другою половиною V ст. до н. е. (453—403). Однак результати ряду досліджень, що проведено за останні 30 років як китайськими так і західними вченими вказують на те, що трактат скоріш за все було створено реальною історичною особою, полководцем Сунь Бінем, який жив у Царстві Ци в IV ст. до н. е. (приблизно 380—325 роки до н. е.) в період Воюючих царств.
Сучасний канонічний текст було сформовано на рубежі II—III ст. н. е., базовим є його офіційне видання XI ст. зі зведеним коментарем 10 авторів II—XI століть, що пов'язано з введенням воєнного семикнижжя у систему державних іспитів.

## Історичні коментарі

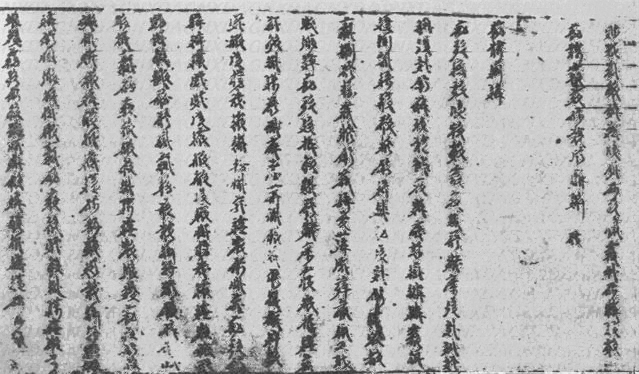
Мистецтво війни, записане тангутським письмом

Перед тим як археологами у квітні 1972 року було віднайдено версію, записану на бамбуковому згортку, загальновживаною версією «Мистецтва війни» був «Коментар до стратегій Сунь Цзи», написаний Цао Цао, засновником царства Вей. У передмові він написав, що попередні коментарі не були сфокусовані на ідеях, що є самою суттю книги.
Після винайдення друкарського верстату «Мистецтво війни» (з коментарями Цао Цао) було надруковано у військовому підручнику разом з шістьма іншими книгах зі стратегії, які разом відомі як Сім класичних військових творів (武經七書 / 武经七书). Сьогодні існує більш ніж 30 версій книги з різними коментарями оскільки вона була обов'язковим матеріалом у військових підручниках з часів династії Сун.
Книга Суй перелічує сім книг, у яких автором вказаний Сунь Цзи. Коментар Ду Му також містить коментар Цао Цао. «Мистецтво війни» Лі Джінґа позиціюється як перегляд стратегій учителя Суня. Коментарі Цао Цао, Ду Му та Лі Квана було перекладено на тангутську мову ще до 1040 року. Іншими коментарями, що згадуються офіційними літописами є «Військові стратегії Сунь Цзи» автора Шен Ю (176—204), «Копії військових стратегій Сунь Цзи» автора Їа Ксу та «Військові стратегії Сунь Цзи» авторів Цао Цао та Ван Ліня.

## Цитування

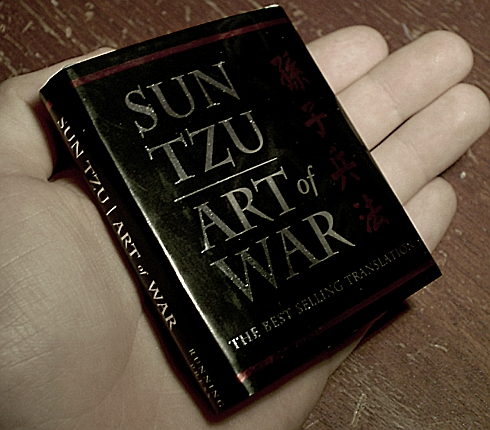
Сунь Цзи, Мистецтво війни, сучасне видання

### Китайські
Рядки з книги зустрічаються у сучасних китайських щоденних ідіомах та фразах, як останній рядок Глави 3:
故曰：知彼知己，百戰不殆；不知彼而知己，一勝一負；不知彼，不知己，每戰必殆。
Так от, було сказано, що якщо ти знаєш своїх ворогів та знаєш себе, ти можеш перемогти у сотнях битв без єдиної поразки.
Якщо ти тільки знаєш себе, але не свого опонента, ти можеш як перемогти, так і зазнати поразки.
 Якщо ж ти не знаєш ні себе ні свого ворога, ти завжди будеш створювати для себе небезпеку.
Це коротко відображено та сконцентровано у сучасній китайській приказці:
知己知彼，百戰不殆。
Якщо ти знаєш як себе так і свого ворога, ти можеш перемогти у численних (дослівно «сотню») битвах без небезпеки поразки.

### Англійські
Загальні приклади можна також у вживанні англійською мовою, як рядок 18 у Главі 1:
兵者，詭道也。故能而示之不能，用而示之不用，近而示之遠，遠而示之近
Всі прийоми ведення війни базуються на хитрості та обмані. Звідси, коли ми спроможні атакувати, ми повинні виглядати так, ніби не спроможні; коли ми задіюєм сили, ми повинні виглядати неактивними; коли ми поряд, ми повинні примусити ворога повірити, що ми далеко, коли ми далеко, то повинні примусити його повірити, що ми близько.
Це й було скорочено до найбільш основної форми та відобразилося у сучасній англійській приказці:
Всі прийоми ведення війни базуються на хитрості.

## Військове застосування та застосування розвідниками
У багатьох східноазійських країнах «Мистецтво війни» було частиною екзаменаційної програми для потенційних кандидатів на військову службу. Існує багато перекладів.
Протягом періоду Сенґоку у Японії даймьо по імені Такеда Сінґен (1521—1573) кажуть став майже непереможним у всіх битвах не покладаючись на вогнепальну зброю оскільки він вивчав «Мистецтво війни». Книжка навіть надихнула його на його відомий бойовий штандарт (прапор, хоругва) «Фюрінказан» (Вітер, ліс, вогонь і гора), що означає швидкий як вітер, тихий як ліс, безжалісний як вогонь та непорушний як гора.
Перекладач Самюель Ґріфіт продає главу книги «Сунь Цзи та Мао Цзедун», де згадується, що «Мистецтво війни» вплинуло на твори Мао «На партизанську війну», «На затяжну війну» та «Стратегічні проблеми китайської революційної війни» та включає цитату Мао: «Ми не повинні недооцінювати висловлювання в книзі Сунь Ву Цзи, великого військового експерта стародавнього Китаю, 'Знай свого ворога та знай себе і ти зможеш провести тисячу битв без поразок'».
Протягом В'єтнамської війни деякі офіцери В'єтконгу вивчали «Мистецтво війни», та, кажуть, могли цитувати напам'ять цілі розділи книги.
Генерал Во Нгуен Зіап успішно застосовував тактику, яка описана у «Мистецтві війни», під час битві при Д'єнб'єнфу, яка закінчила французьке панування в Індокитаї та привела до договору, який розділив В'єтнам на північний та південний. Генерал Во Нгуен Зіап, в подальшому військовий організатор, який стояв за перемогами над американською армією у В'єтнамі, палко вивчав та застосовував ідеї Сунь Цзи. Американська поразка в тій війні більш ніж будь-що інше привернуло увагу лідерів американської військової теорії до Сунь Цзи.
Фінський польовий маршал Маннергейм та генерал Аксель Аіро були палким читачами «Мистецтва війни». Вони обидва читали цю книгу французькою мовою, Аіро тримав французький переклад книги на нічному столику у своєму штабі.
Міністерство армії США через свій коледж командного та генеральського складу вказувало всім підрозділам утримувати бібліотеки при відповідних штабах для продовження вивчення особовим складом «Мистецтва війни». «Мистецтво війни» зазначається як приклад робіт, які повинні бути у кожній окремій частині, а офіцери-особісти за результатами прочитання зобов'язані готувати короткі довідки для презентацій для інших офіцерів.

## Невійськове застосування
«Мистецтво війни» застосовується у багатьох сферах цілком не пов'язаних з військом. Більшість тексту є про те, як вести війну без власне бойових дій: книга дає поради як перехитрити свого противника так, що фізична битва буде непотрібною. У зв'язку з цим книга знайшла застосування як тренувальний посібник для багатьох змагальних сфер, які не залучають власне бій.
Існують бізнес книжки про застосування їх уроків до офісної політики та корпоративної стратегії. Багато японських компаній вимагають, щоб цю книгу читали їхні ключові посадові особи. Ця книга також популярна серед західних бізнес менеджерів, які звертаються до неї за натхненням та порадою про те як перемагати у змагальних бізнес ситуаціях. Вона також застосовується до сфери освіти.
«Мистецтво війни» є також предметом юридичних підручників та статей по судовому процесу, включно з тактикою переговорів та судовою стратегією.
«Мистецтво війни» крім того застосовується у сфері спорту. Відомо, що тренер з Національної футбольної ліги США Біл Белічік читав цю книгу та застосовував її уроки для отримання ідей в підготовці до ігор. Тренери з австралійського крікету так і з Бразильської футбольної асоціації Луїс Феліпе Сколарі та Карлос Альберто Парейра читали текст. Сколарі змусив Бразильську збірну на Чемпіонаті світу з футболу 2002 року вивчати старовинний твір під час їхньої успішної кампанії.

## Переклади українською
- Сунь-Цзи. Мистецтво війни / невідом. пер. — ukrlife.org, 2012?.
- Сунь-Цзи. Мистецтво війни / Переклад виконано за підтримки УНА-УНСО, 2007. Перекладач невідомий. — 2007.
- Сунь-цзи. Мистецтво Війни / Переклад Григорія Латника. — Київ : Арій, 2014. — 128 с. — (Антологія мудрості) — 1,000 прим. — ISBN 978-966-498-361-4.
- Сунь-дзи. Мистецтво Війни / Переклад з давньокитайської: Сергій Лесняк. — Львів : Видавництво Старого Лева, 2015. — 108 с. — 2,000 прим. — ISBN 978-617-679-145-4. (перевидання 2021 р.)
- Сунь-Цзи. Мистецтво Війни. Переклад з англійської: Ганна Литвиненко. — Харків : КСД, 2016. — 128 с. — 10,000 прим. — ISBN 978-617-12-1514-6.[25]
- Сунь-дзи. Мистецтво війни / переклад з російської: Володимир Верховень. — Фоліо, 2023. — 128 с. — (Дитячі подарункові міні) — ISBN 978-617-551-365-1.[26]